# Geroldshausen
Geroldshausen település Németországban, azon belül Bajorországban. Lakosainak száma 1369 fő (2023. december 31.). Geroldshausen Kleinrinderfeld, Giebelstadt, Reichenberg és Kirchheim községekkel határos.

## Népesség
A település népessége az elmúlt években az alábbi módon változott:
| Lakosok száma | 295  | 804  | 619  | 1011 | 1279 | 1289 | 1275 | 1283 | 1387 | 1369 |
|               | 1875 | 1950 | 1975 | 1987 | 2012 | 2014 | 2016 | 2017 | 2021 | 2023 |